# Бишоп, Эбби
Эбби Бишоп (англ. Abby Bishop; родилась 29 ноября 1988 года в Булеру-Центр, штат Южная Австралия, Австралия) — австралийская профессиональная баскетболистка, игравшая в женской национальной баскетбольной ассоциации. Не выставляла свою кандидатуру на драфт ВНБА 2010 года, впрочем ещё до старта очередного её сезона подписала контракт с клубом «Сиэтл Шторм». Играла на позиции лёгкого форварда. Также выступала в женской национальной баскетбольной лиге.
В составе национальной сборной Австралии она выиграла бронзовые медали Олимпийских игр 2012 года в Лондоне, принимала участие на чемпионате мира 2010 года в Чехии, кроме того стала победительницей чемпионата Океании 2007 года в Новой Зеландии и чемпионата Океании 2011 года в Австралии и выиграла бронзовые медали чемпионата Азии 2019 года в Индии.

## Ранние годы
Эбби Бишоп родилась 29 ноября 1988 года в небольшом городке Булеру-Центр (штат Южная Австралия), училась же в городе Канберра в колледже Лейк-Джинниндерра, в котором выступала за местную баскетбольную команду.